# Viktor Kleiner (Archivar)

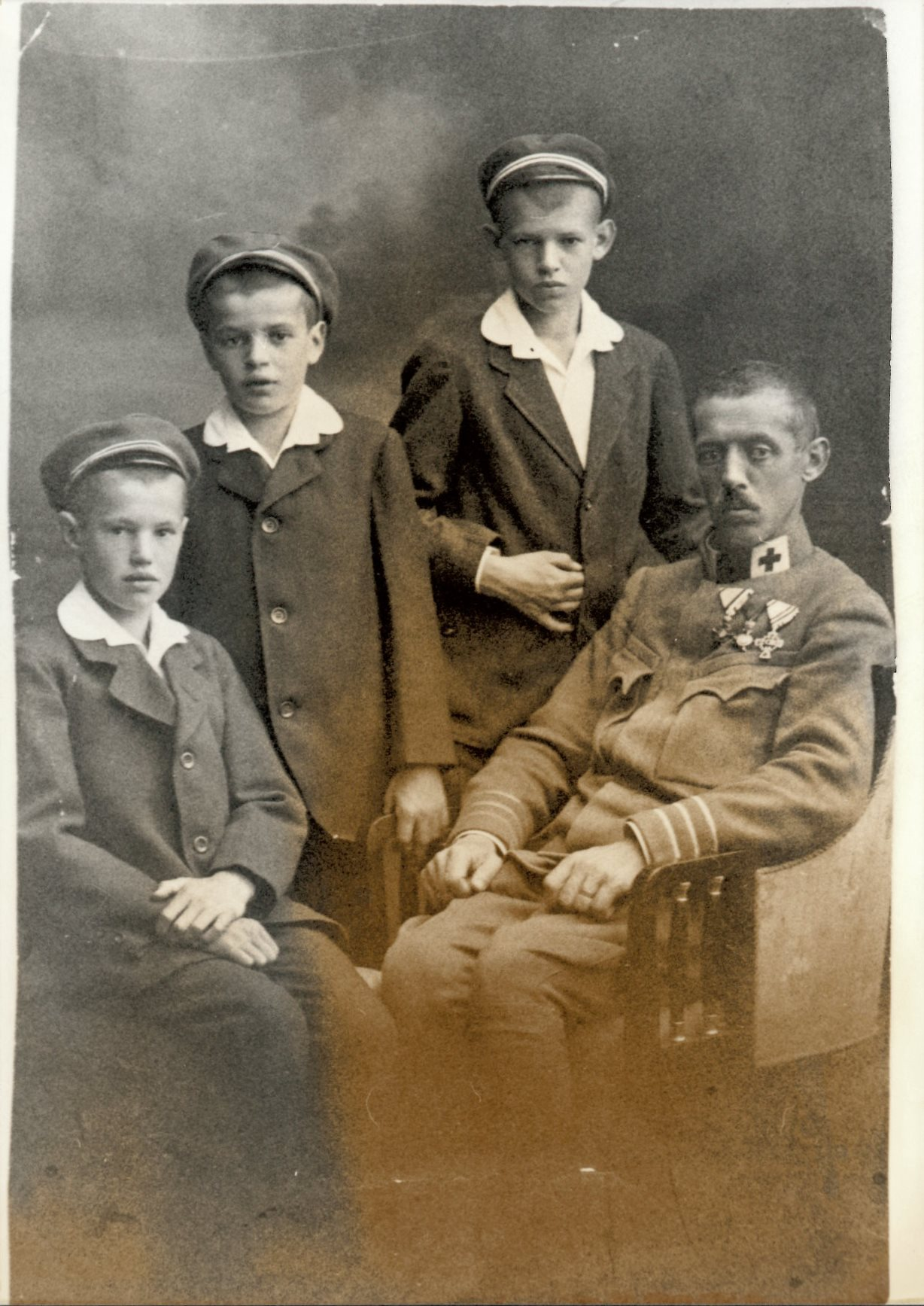
Viktor Kleiner 1918 anlässlich der Verleihung des Franz-Joseph-Ordens mit seinen drei ältesten Söhnen

Viktor Kleiner (* 22. Oktober 1875 in Ludwigsburg (oft fälschlich: Bregenz); † 30. September 1950 in Bregenz) war ein österreichischer Archivar, Denkmalpfleger und Historiker. Kleiner war erster Leiter des Vorarlberger Landesarchivs von 1899 bis 1939. Von 1914 bis 1938 war er zudem Landeskonservator für Vorarlberg.

## Werdegang und Tätigkeiten
Viktor Kleiner wurde am 22. Oktober 1875 in Ludwigsburg bei Stuttgart geboren. Er wuchs in einem Bäckerhaushalt auf und begann nach dreijährigem Besuch der Handelsschule in der Mehrerau eine Bäckerlehre im elterlichen Betrieb. Kleiners Interesse an der Vorarlberger Landesgeschichte entwickelte sich schon früh und ohne weitergehende schulische Förderung. So nahm er, ohne jemals eine höhere Schule besucht zu haben, privaten Lateinunterricht, um lateinische Urkunden lesen und verstehen zu können und bildete sich anhand der Urkundensammlung des Vorarlberger Landesmuseums weiter. Dem Vorarlberger Landesmuseumsverein trat er 1896, im Alter von 21 Jahren, bei. Bereits bei dessen Generalversammlung 1897 trat er erstmals in Erscheinung, wobei er anregte, eine Briefmarkensammlung anzulegen und im Zuge dessen dem Verein seine eigene Sammlung schenkte. Noch im selben Jahr veröffentlichte Viktor Kleiner seine erste historische Arbeit mit dem Titel „Vorarlberg im Dreißigjährigen Kriege“ im Vorarlberger Volksblatt. Im September 1898 wurde er als „Notariatskanzlist“ bei der Hypothekenbank des Landes Vorarlberg angestellt und gleichzeitig zum Archivar-Stellvertreter des Archivs des Landesmuseums gewählt.
Der Landesausschuss rief mit 1. Jänner 1899 das Vorarlberger Landesarchiv als eigene Landesanstalt ins Leben. Kleiner, der bereits zuvor als regelmäßiger Vortragender zu historischen Themen beim „Christlich-sozialen Verein für Bregenz und Umgebung“ Kontakt zum damaligen Landeshauptmann Adolf Rhomberg geknüpft hatte, wurde zum ersten Landesarchivar Vorarlbergs bestellt. 1904 entstand aus dem Landesarchiv, ebenfalls auf Vorschlag Kleiners, die heutige Vorarlberger Landesbibliothek, die erst 1977 als eigenständige Institution aus dem Landesarchiv ausgegliedert wurde. Kurz nach dem „Anschluss“ Österreichs suchte Viktor Kleiner am 26. August 1938 unter Verweis auf die Vollendung von 40 Dienstjahren und seine große Familie sowie „in Anbetracht seiner langjährigen und erfolgreichen Dienste“ um Pensionierung an. Im Mai 1939 wurde ihm zwar zunächst unbefristeter Krankenurlaub gewährt, gleichzeitig eröffnete jedoch der von den Nationalsozialisten eingerichtete Untersuchungsausschuss beim Landeshauptmann für Vorarlberg ein Verfahren gegen den bekanntermaßen christlichsozialen Kleiner. Dieses Verfahren endete am 29. Juni 1939 mit der Feststellung, dass keine weiteren Maßnahmen zu treffen seien. Daraufhin wurde Viktor Kleiner mit Urkunde vom 6. März 1940 schließlich in den Ruhestand versetzt.
Viktor Kleiner betätigte sich neben seiner hauptamtlichen Tätigkeit als Landesarchivar ab 1903 als Korrespondent der Zentralkommission für Kunst und historische Denkmale, ab 1907 als Konservator und ab 1914 auch als Landeskonservator für Vorarlberg im Bereich des Denkmalschutzes. 1929 wurde Kleiner Mitglied des Archivbeirats im Bundesdenkmalamt. Weiters war er Schriftführer des Landesmuseumsvereins sowie von 1931 bis 1938 dessen Vorstand. Nach der Reorganisation des Landesmuseumsvereins ernannte ihn dieser 1948 zu seinem Ehrenmitglied. Im Verein für Geschichte des Bodensees und seiner Umgebung hatte er von 1930 bis 1939 die Vizepräsidentschaft inne, nachdem er von 1925 an Schriftleiter der Vereinsschriften gewesen war. Er war Mitglied in zahlreichen weiteren landesgeschichtlichen und karitativen Vereinen, wie etwa dem Roten Kreuz, dem Kirchenbauverein Bregenz, dem Vinzenzverein und dem Vorarlberger Kinderrettungsverein. Im Jahr 1909 organisierte Viktor Kleiner anlässlich der 100-Jahr-Feier der Vorarlberger Freiheitskämpfe 1809 einen großen historischen Festumzug in Bregenz, dem auch Kaiser Franz Joseph I. beiwohnte.
Sein wissenschaftliches Arbeiten als Historiker umfasste bis zu seinem Lebensende ca. 180 Titel, darunter zahlreiche Regestenwerke und Urkundeneditionen. Außerdem verfasste er regelmäßig Archivberichte über die Bestände einzelner Gemeinde- und Pfarrarchive und beschäftigte sich auch mit Kunstdenkmälern und historischen Denkmälern.

## Auszeichnungen
Für seine Verdienste wurde Kleiner zahlreich ausgezeichnet. So wurde er neben der bereits erwähnten Ehrenmitgliedschaft im Landesmuseumsverein 1936 von der Universität Innsbruck zum Ehrenmitglied ernannt. 1933 eingeleitete Bemühungen des Bodenseegeschichtsvereins mit Unterstützung von Landeshauptmann Otto Ender und Generalstaatsarchivar Ludwig Bittner zur Verleihung der Ehrendoktorwürde der Universität Innsbruck kamen jedoch nicht über das Stadium der ersten Sondierung hinaus. Staatlicherseits wurde Viktor Kleiner sowohl in der Zeit der Monarchie als auch von der Republik Österreich mit zahlreichen Ehrungen bedacht: 1910 erhielt er das Goldene Verdienstkreuz mit Krone, 1917 das Ritterkreuz des Franz-Joseph-Ordens und 1928 das Ehrenzeichen für Verdienste um die Republik Österreich. Im Jahr 1933 wurde Kleiner der Berufstitel Regierungsrat verliehen. 1915 wurde er zudem vom Roten Kreuz, dem er über mehrere Jahre angehörte, mit dessen Ehrenzeichen ausgezeichnet.

## Privatleben
Viktor Kleiner heiratete am 5. Oktober 1903 in Bregenz Maria Barbara Ida Schwärzler (1877–1965), mit der er in der Folge in den Jahren 1904 bis 1918 sieben gemeinsame Kinder bekam. Die Familie bewohnte zunächst das sogenannte Haitinger-Haus in der Bregenzer Anton-Schneider-Straße 18 und übersiedelte später in den dritten Stock des Pircher-Hauses in der Rathausstraße 2. Sein ältestes Kind, Karl Kleiner, trat 1928 ins Zisterzienserkloster Mehrerau ein und wurde 1953 unter seinem Ordensnamen Pater Sighard zum 79. Generalabt des Zisterzienserordens gewählt.